# Wout Wagtmans

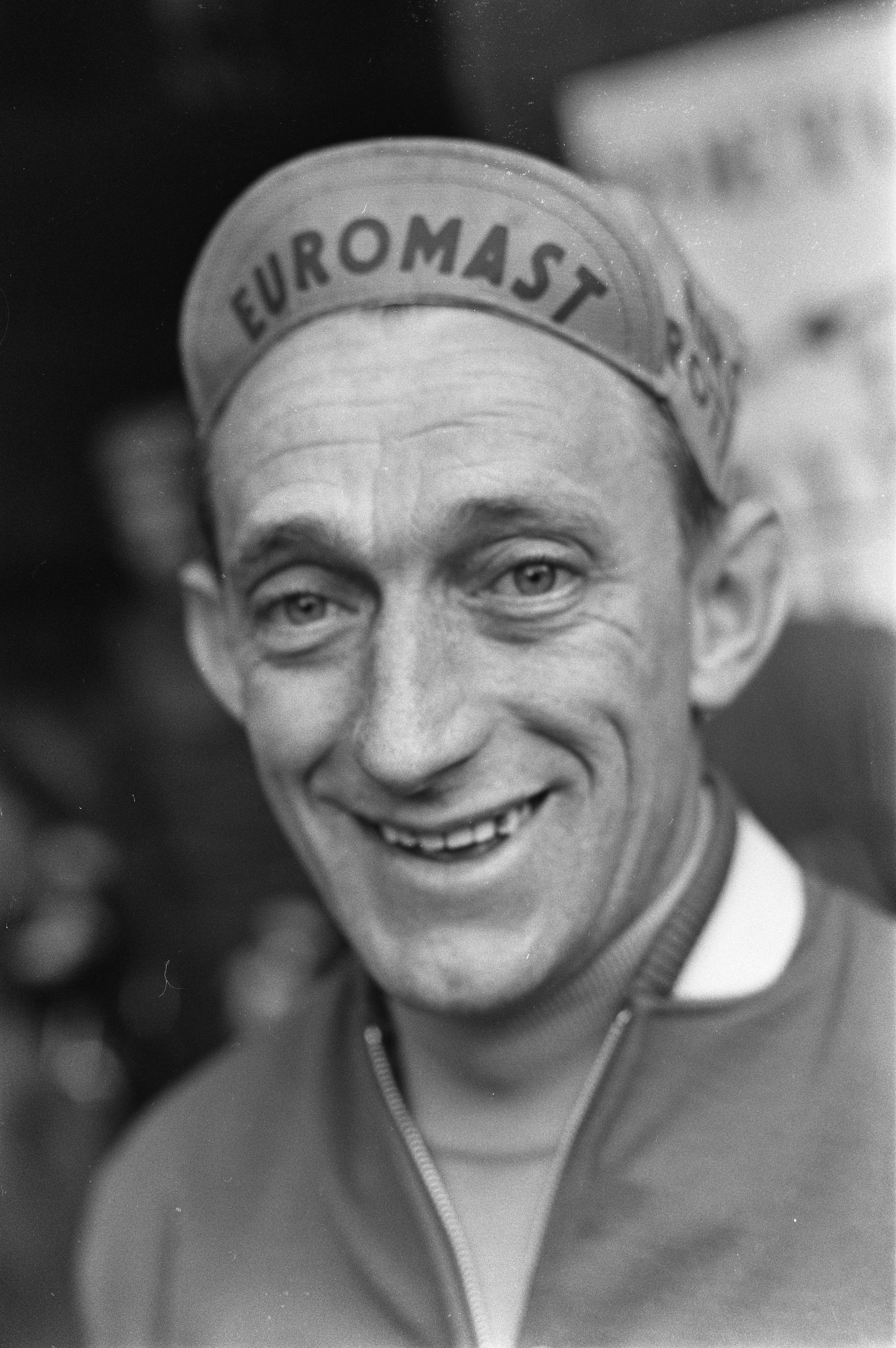
Wout Wagtmans, 1967

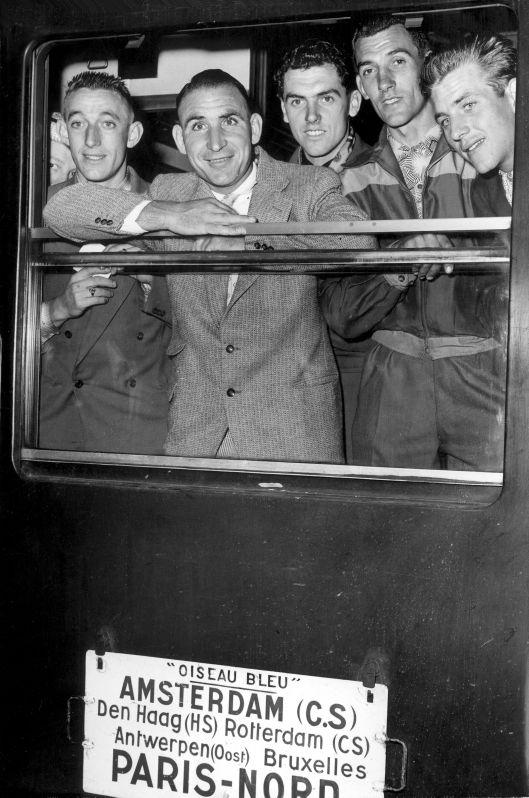
Wout Wagtmans (l.) mit seiner Mannschaft auf dem Weg zur Tour de France 1955

Wouter „Wout“ Wagtmans (* 10. November 1929 in Rucphen; † 15. August 1994 in Sint-Willebrord) war ein niederländischer Radrennfahrer. Gemeinsam mit Wim van Est zählte er in den 1950er Jahren zu den besten und vielseitigsten Radsportlern der Niederlande.
1947 begann Wout Wagtmans als Amateur seine Radsport-Karriere; 1949 wurde er Niederländischer Straßenmeister der Amateure. 1950 wurde er gezwungenermaßen Profi, da er Geld für einen Sieg genommen haben sollte.
In den folgenden Jahren nahm Wout Wagtmans achtmal an der Tour de France teil. Dreimal – 1954, 1955 und 1956 – trug er das Gelbe Trikot. Bei der Tour de France 1953 erlangte er einen Etappensieg im Sprint gegen Gino Bartali und wurde Fünfter in der Gesamtwertung, 1956 Sechster. Auch gewann er drei Etappen des Giro d’Italia, 1940 die Ronde van Noord-Holland, 1952 die Tour de Romandie, zweimal, 1950 und 1952, die Acht van Chaam, 1960 die Vier-Kantone-Rundfahrt sowie eine große Anzahl von Eintagesrennen im Laufe seiner elfjährigen Profizeit. in der Rennen der Monumente des Radsports wurde er 1951 Dritter bei Lüttich–Bastogne–Lüttich.
Wagtmans fuhr auch auf der Bahn, als Steher wie auch bei Sechstagerennen. 1957 wurde er Dritter der Steher-Weltmeisterschaft, 1959 Zweiter der nationalen Meisterschaft. 1961 wurde er Zweiter bei den Europameisterschaften im Steherrennen. 1961 beendete er seine aktive Karriere, fungierte aber noch einige Zeit als Sportlicher Leiter.

## Privates und Berufliches
Nach dem Ende seiner Radsport-Aktivitäten übernahm Wout Wagtmans die elterliche Spedition. Ende der 1980er Jahre erlitt er einen Unfall, nach dem er invalide blieb.
Wagtmans war bekannt für seine Streitlust wie für seinen jugendlichen Enthusiasmus und hatte wohl auch deshalb viele Spitznamen, darunter „Clown“ oder „Dik Trom“. 1958 nahm er gemeinsam mit seinem Rennfahrer-Kollegen Wim van Est ein Lied mit dem Titel „Tour de France“ auf Schallplatte auf. Er ist der Onkel des Radrennfahrers Marinus Wagtmans.